# Бикенбах
Бикенбах (на немски: Bickenbach) е община в окръг Дармщат-Дибург в Хесен, Германия, с 5777 жители (към 31 декември 2015).
Намира се на пътя Бергщрасе (Bergstraße), който води от Дармщат през Хайделберг за Вислох в провинция Баден-Вюртемберг.
Споменат е за пръв път в дарителски документ през 874 г. в Лоршки кодекс (Codex Laureshamensis), когато крал Лудвиг Немски подарява на селището Бикенбах манастир Лорш. През 1571 г. графовете на Ербах притежават селото. През 1714 г. графовете на Ербах продават Бикенбах на ландграфовте на Хесен-Дармщат.
- Бикенбах
- Евангелийската църква